# Piper comptonii
Piper comptonii är en pepparväxtart som beskrevs av Spencer Le Marchant Moore. Piper comptonii ingår i släktet Piper och familjen pepparväxter. Inga underarter finns listade i Catalogue of Life.